# 庞巴迪CRJ700系列
庞巴迪CRJ700系列（英語：Bombardier CRJ700 series）是龐巴迪宇航公司生产的支线飞机，包括庞巴迪CRJ550、CRJ700、CRJ900、CRJ1000四款机型。该系列由庞巴迪CRJ100/200改进发展而来。飞机在位于蒙特利尔魁北克南部的蒙特利尔-米拉贝勒国际机场进行最后的组装。

## 发展
庞巴迪CRJ700系列由CRJ200发展而来，龐巴迪宇航打算增加產品種類，以对抗竞争对手如巴西航空工业公司的E系列、福克公司的福克100、英國宇航（后改为英國航太系統公司）的BAe 146等各类支线飞机。

### CRJ700

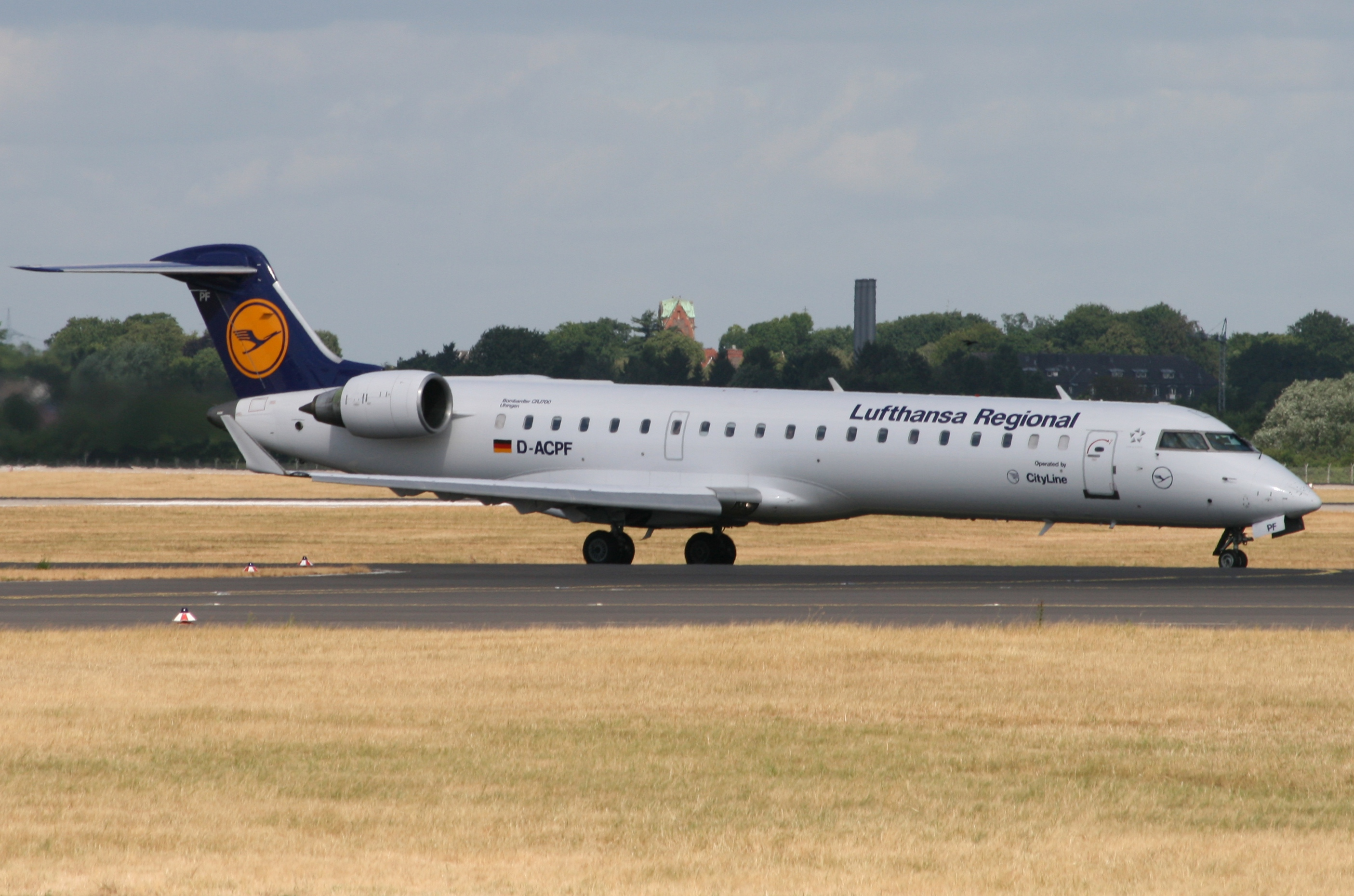
汉莎航空的CRJ701 ER飞机

庞巴迪CRJ700的设计始于1995年，该计划于1997年1月才正式对外宣布。CRJ700本质上是拉长版本的CRJ200飞机，各类型号能搭载66到78名乘客。CRJ700搭载了全新设计的前缘缝翼，拉长以及少许加宽的机身尺寸，以及更低的座舱地板。
比较早期的型号搭载了通用电气航空制造的CF34-8C1发动机，后改用CF34-8C5，也就是8C1的改进型。大多数航空公司都已经更新了发动机，僅有少数仍然在机队中沿用老款8C1的引擎。其最大巡航速度能达到0.85马赫（即每小时895公里或/556海里），最大升限为12,500公尺（41,000英尺）。在搭配舊款引擎的情况下，CRJ700得航程为3,620公里（2,250海里），若搭载新款的CF34-8C5发动机，最大航程则增长到4,660公里（2,900海里）。

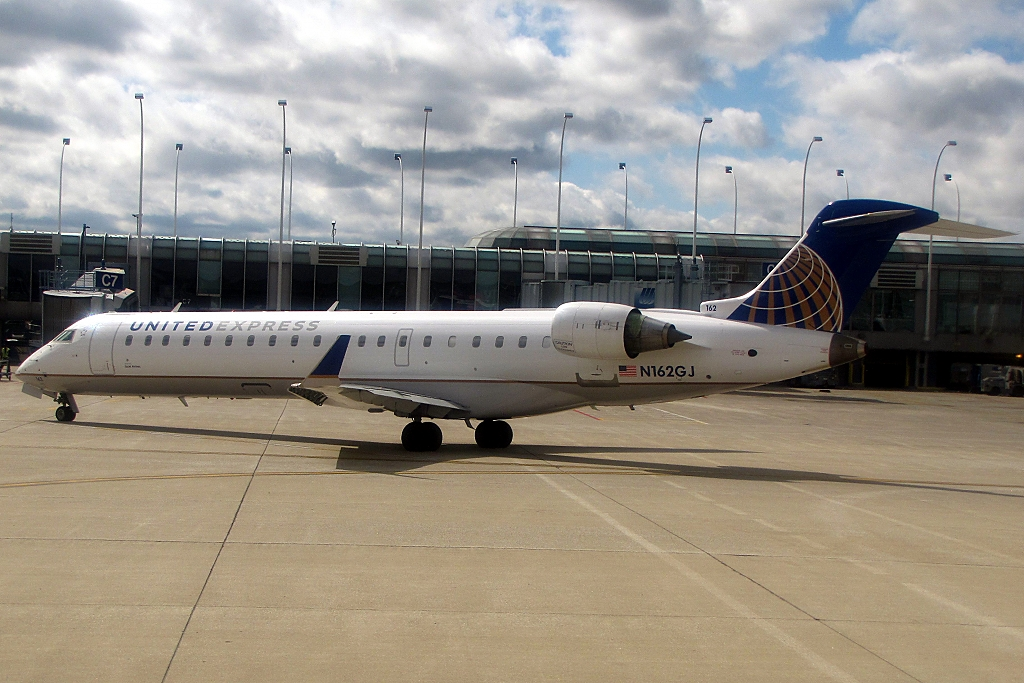
聯合航空下属联合快递的CRJ700在奥黑尔国际机场

庞巴迪CRJ700有四款子机型，550，700、701和702。700僅能載運68名乘客，701為72名，702則為78名，而550僅能乘坐50名乘客，且最大起飛重量亦較CRJ700降低了1万磅，这使得CRJ550的航程缩短至900英里。CRJ700还提供三种不同的燃油/配重以供客户选择：标准型号，ER以及LR。其中ER加大的油箱容积，以增大最大航程。LR则进一步增加油箱容积，其行政版就是挑战者870公务机。
CRJ700于1999年5月27日第一次试飞，当时在美国联邦航空管理局的型式認証代号为CL-600-2C10。第一次投入商用是在2001年，交付给法国的不列特航空。
CRJ700的直接竞争对手是Embraer-170飞机，能載運70名乘客。
2008年，CRJ700被CRJ700 NextGen取代，同样的，庞巴迪航太也推出了CRJ900 NextGen和CRJ1000 NextGen等升級型号。2011年，天西航空公司订购了4架CRJ700 NextGen飞机。

### CRJ900

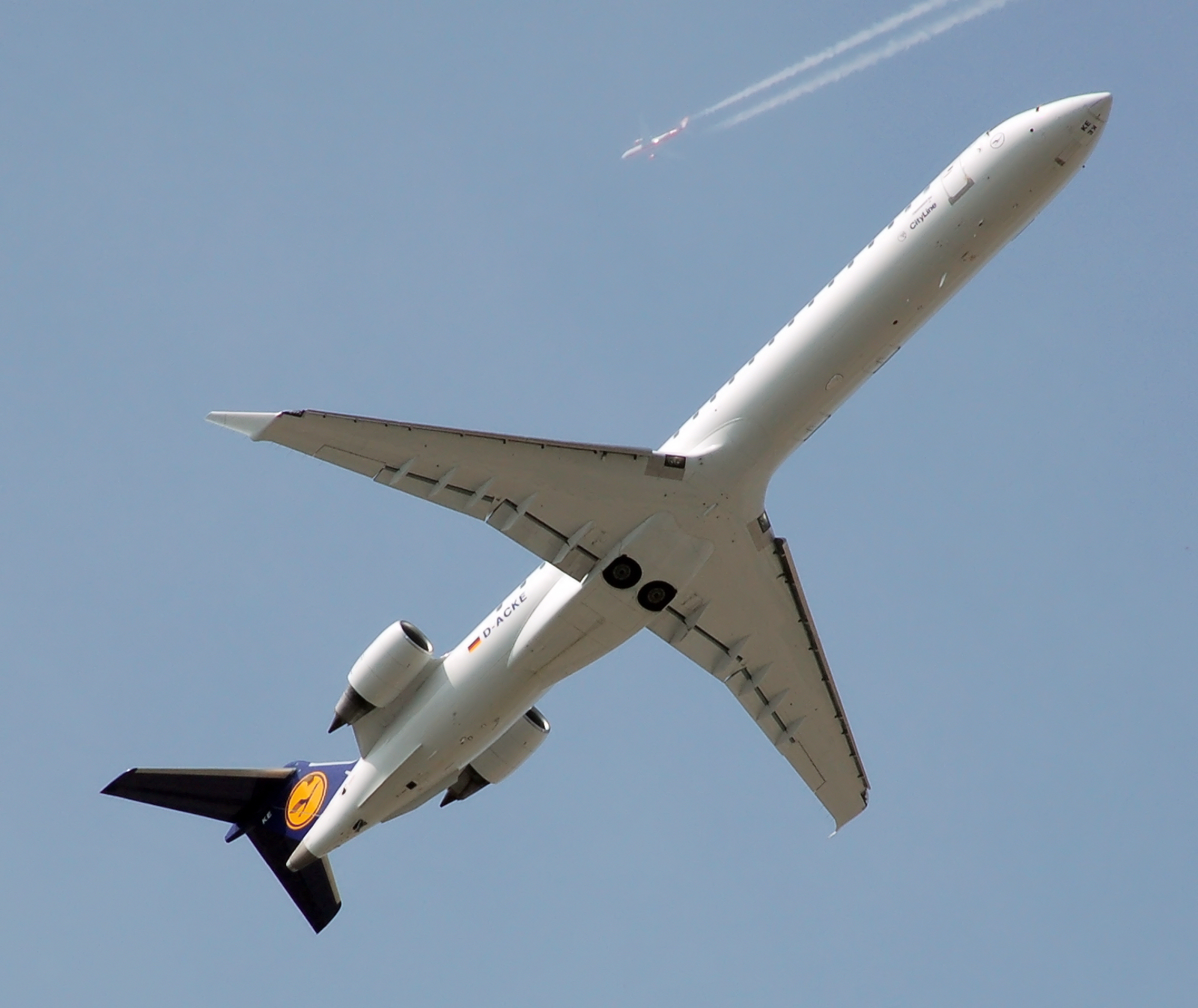
汉莎城际航空的庞巴迪CRJ900LR起飞（2010）。

庞巴迪RJ900是CRJ700的加长版，能够容纳76至90名乘客。该型号搭载两具通用电气GE CF34-8C5引擎，每一具拥有59.4千牛（13,400磅）的推力。 部分型号的最大起飛重量达到84,500磅。虽然CRJ900是基于CRJ200发展而来的机型，但是在诸多地方做出了改进。机上的环境控制不再使用冷热旋钮，而是使用目标温度调节。客舱配备了循环风机辅助调控室温。发动机采用了全权数位引擎控制，代替了控制电缆和燃料控制单元。整个座舱地板被降低了两英寸，让舷窗高度更加贴近人眼的视角，从而便于乘客观察窗外的景色。机上的輔助動力系統采用了霍尼韦尔RE220动力单元，有着更高的使用高限。另外，CRJ900翼展较长，机尾结构也进行了重新设计。相比前作，CRJ900只以少许高的燃油消耗，换取比前作CRJ200高8,000-10,000英尺的巡航高度，平均巡航速度更是达到了450-475节。CRJ900在美国联邦航空管理局的型式認証代号为CL-600-2D24。
第一架CRJ900（C-FRJX）是由一架CRJ700的原型机加长机身改装而来，该架飞机后来又再次被加长，成为CRJ1000的原型机。CRJ900的竞争对手是Embraer-175客机，庞巴迪号称CRJ900有更好的每座每英里的燃油经济性。梅萨航空公司集团是CRJ900的首位客户，涂装采用了美国美西航空的涂装。

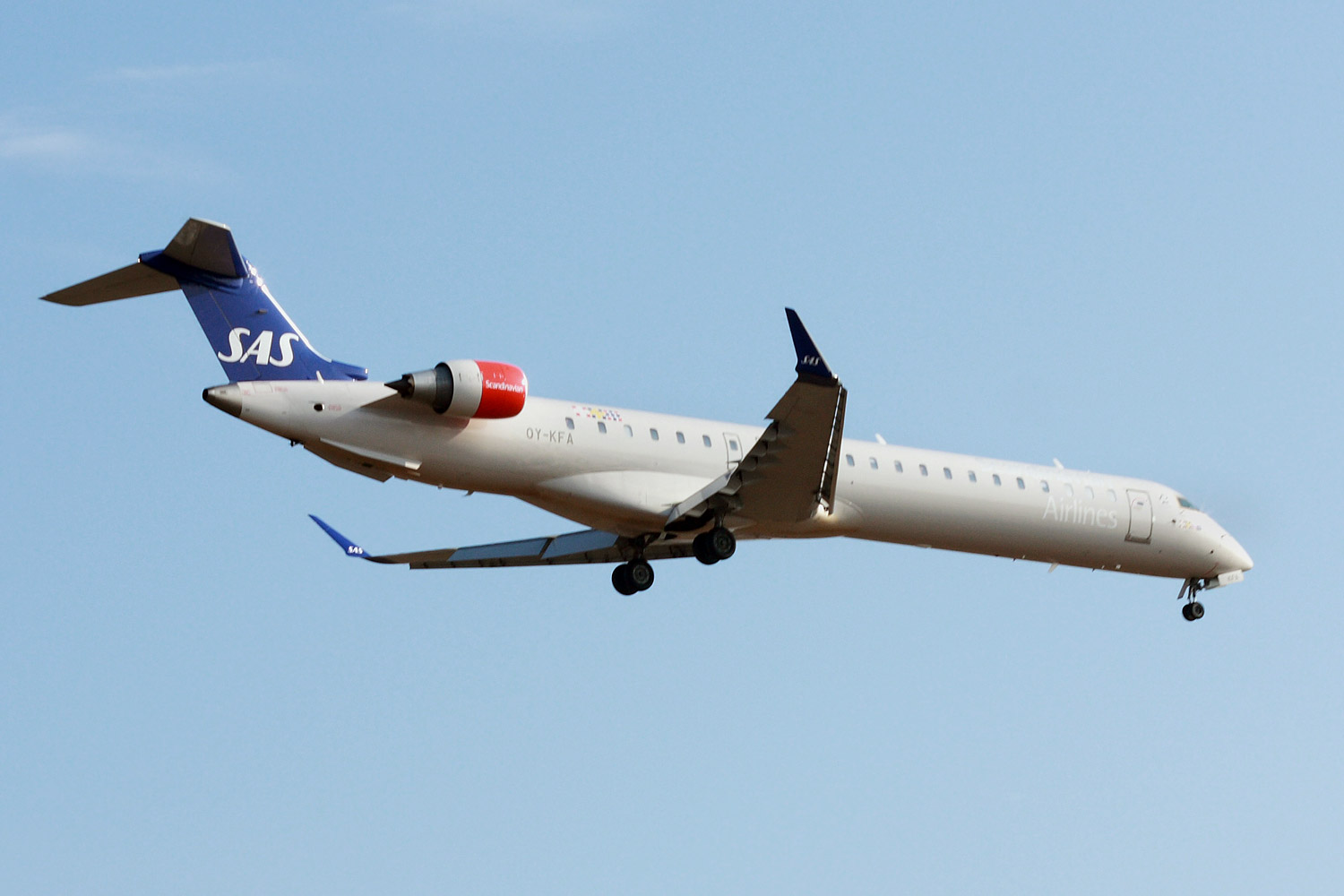
北歐航空自2008年成为了使用CRJ900飞机的客户

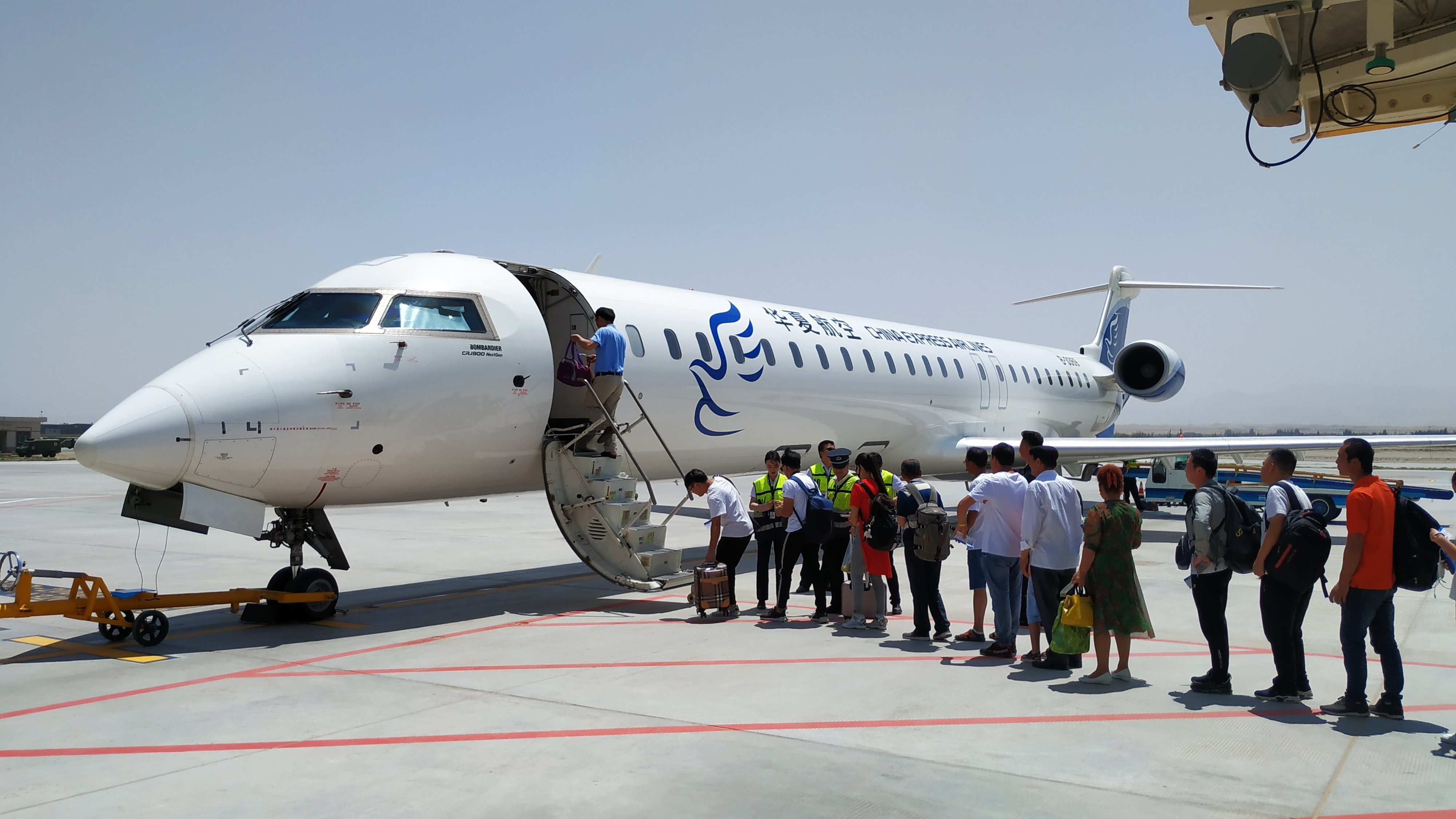
华夏航空在新疆和田机场的CRJ900飞机

2007年，庞巴迪发布了CRJ900 NextGen来取代CRJ900。新作改善了燃油经济性，并采用了类似CRJ700 NextGen和CRJ1000 NextGen的客舱设计。美国美莎芭航空是NextGen的第一位客户，至今仍然运行着最庞大的CRJ900 NextGen机队。美莎芭航空旗下的CRJ900 NextGen采用双客舱的布局，头等舱12座，外加经济舱64座。该布局是基于达美与自己机师的内部协议，支线飞机的载客人数上限为76人。

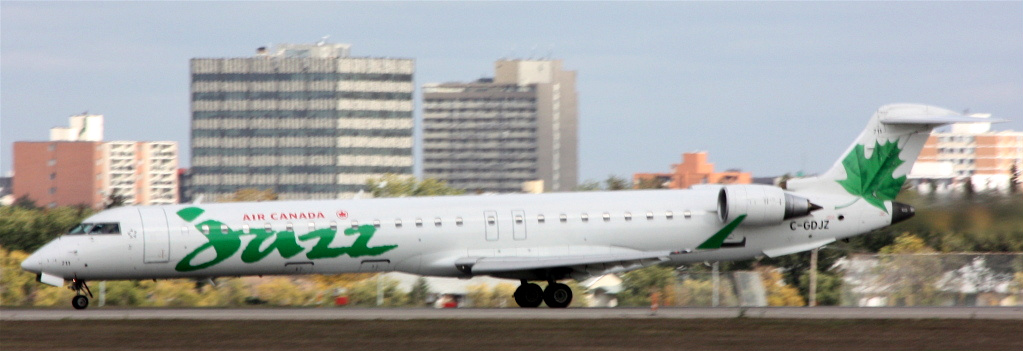
加拿大里贾纳机场的CRJ705ER飞机

达美航空旗下的Comair，拥有14架CRJ900飞机。同样采用了头等舱12座，外加经济舱64座的双客舱布局。
2011年烏拉圭Pluna航空接受其第11架CRJ900，但该航空公司已经破产清算。爱沙尼亚航空订购了3架CRJ900 NextGen ，均采用88座的布局设计。2008年3月，北歐航空订购了13架。伊拉克航空订购了6架并有可能再增加4架。2010年6月，汉莎航空下单订购8架CRJ900 NextGen飞机。2012年12月，達美航空更是一口气订了40架，价值18.9亿美元。
CRJ700子系列机型中，CRJ705就是以CRJ900为蓝本改造的。其内装为商务舱设计，并降低了座位数。CRJ705能够搭载75名乘客。CRJ705在美国联邦航空管理局的型式認証代号为CL-600-2D15。加拿大航空旗下的爵士航空是唯一运营CRJ705飞机的航空公司，共有用16架该型号的飞机。

### CRJ1000

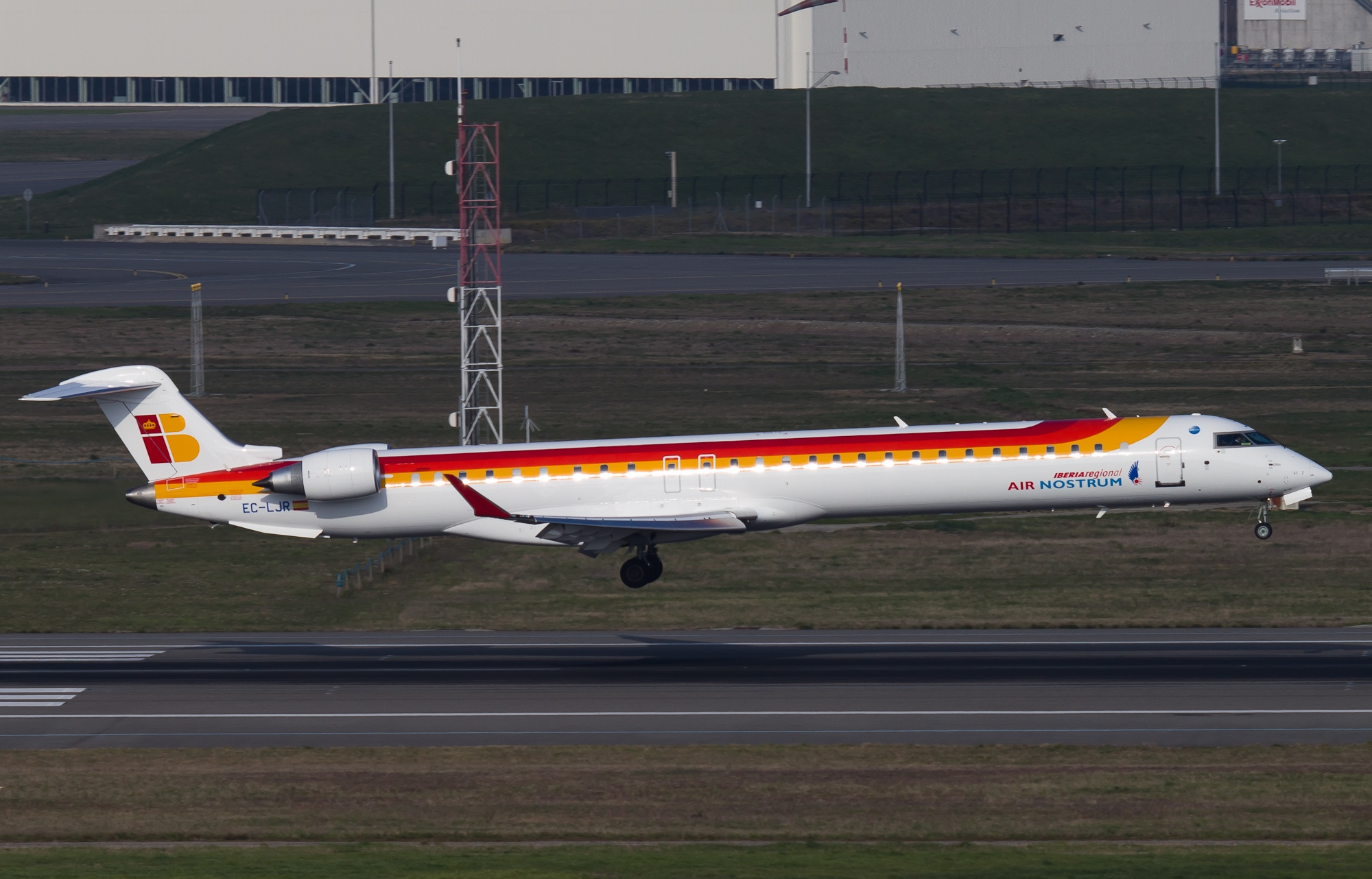
諾斯特姆航空的CRJ1000飞机，摄于法国的图卢兹-布拉尼亚克机场

2007年2月19日，庞巴迪开始研发CRJ1000飞机，之前该款型号飞机的代号为CRJ900X，以示为CRJ900的加长机型。CRJ1000能够容纳100个座位，庞巴迪宣称其比Embraer-190拥有更好的性能，以及更好的燃油利用效率。
不列特航空和諾斯特姆航空是CRJ1000的首批客户，意大利MyAir航空订购了15架CRJ900X，后改装为CRJ1000，但该航空公司2009年7月24日宣告破产。土耳其Atlasjet公司也表示对新款的飞机有购买意向。2009年6月14日，庞巴迪声称諾斯特姆航空又订购了15架CRJ1000 NextGen飞机，故諾斯特姆总共下了35架CRJ1000 NextGen的订单。
第一家CRJ1000于2009年7月28日组装完成下线，并且照计划与2010年第一季度开始试飞。首飞后的一个月，飞机的方向舵出现了问题，试飞计划被迫搁浅。2月份試飛計劃继续，并于2011年1月交付给客户。
庞巴迪宇航在2010年11月10日宣布已经从加拿大交通部和欧洲航空安全局取得了分发的100座CRJ1000的运行执照，因此开始交付客户使用。同年12月14日，庞巴迪向不列特航空和諾斯特姆航空交付了首批CRJ1000飞机。12月23日，美国联邦航空管理局也给CRJ1000颁发了执照，允许其进入美国领空运营飞行。國聯邦航空管理局为其发放的型式認証代號為CL-600-2E25。2012年2月，加鲁达印尼航空订购了6架CRJ1000s型飞机，丹麦北欧航空资本也为加鲁达印尼航空订购了12架，并于2012年开始交付使用。截至2014年3月，一共70架CRJ1000系列飞机被交付给客户使用，36架尚未交付。

## 运营
截至2012年6月，共有316架CRJ700飞机和259架CRJ900（及其衍生机种）投入运行。其所属的航空公司有天西航空公司（104架），梅薩航空（58架），品尼高航空（55架），美国大陆快运航空（49架），汉莎城际航空（32架），商務航空（28架），特使航空（47架），华夏航空（38架）GoJet航空（47架），加拿大航空快运（16架），太平洋西南航空公司（14架），加鲁达印尼航空（14架），北歐航空（12架），印度航空区域（4架）以及少量运行该系列飞机的航空公司。

### 订单及交付情况

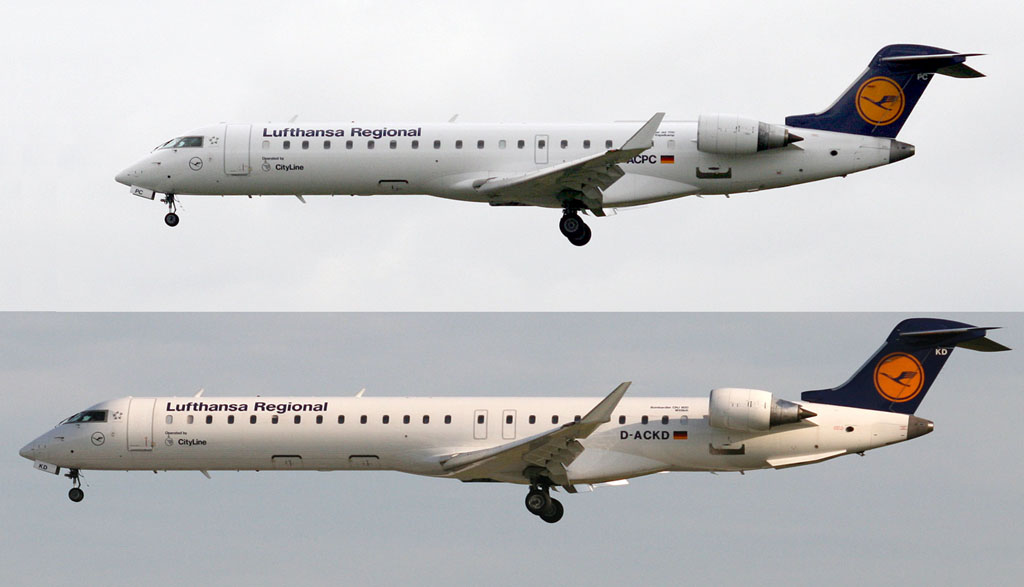
庞巴迪CRJ700（上）和CRJ900（下）的对比

| 飞机型号 | 订单 | 交付使用 | 非交付 |
| -------- | ---- | -------- | ------ |
| CRJ550   | 50   | 0        | 50     |
| CRJ700   | 334  | 317      | 17     |
| CRJ705   | 16   | 16       | 0      |
| CRJ900   | 343  | 287      | 56     |
| CRJ1000  | 70   | 36       | 34     |
| 總計     | 813  | 656      | 157    |

数据来自庞巴迪，截至于2019年2月1日。

### 最新订单

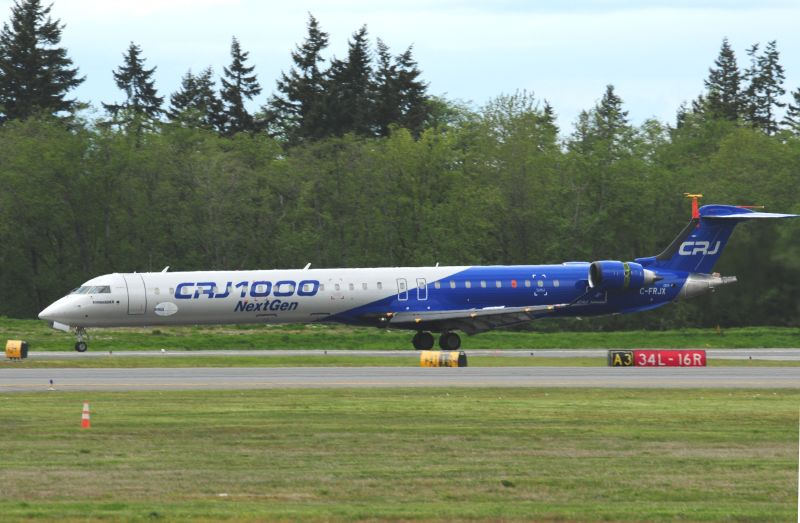
CRJ-1000是CRJ系列中最长的机型

| 日期           | 机种    | 运营商                 | 确认订单 | 选择权 | 备注           |
| -------------- | ------- | ---------------------- | -------- | ------ | -------------- |
| 2012年2月9日   | CRJ900  | 華夏航空               | 6架      | 5架    |                |
| 2012年2月10日  | CRJ1000 | 加鲁达印尼航空         | 6架      | 18架   | 交付13架       |
| 2012年3月19日  | CRJ900  | 卢旺达国民航空服务公司 | 2架      | 2架    |                |
| 2012年6月20日  | CRJ1000 | 商北欧航空金融公司     | 12架     | 0架    |                |
| 2012年12月6日  | CRJ900  | 達美航空               | 40架     | 30架   |                |
| 2012年12月6日  | CRJ700  | 未公开中国客户         | 7架      | 0架    |                |
| 2013年6月19日  | CRJ1000 | 阿瑞克航空             | 3架      | 0架    |                |
| 2013年12月2日  | CRJ900  | 華夏航空               | 3架      | 13架   |                |
| 2013年12月12日 | CRJ900  | 美國航空               | 30架     | 40架   |                |
| 2014年3月27日  | CRJ700  | 未公开拉丁美洲客户     | 1架      | 0架    | 特殊座舱配置   |
| 2014年3月27日  | CRJ900  | 亚德里亚航空           | 2架      | 0架    |                |
| 2014年3月31日  | CRJ900  | 華夏航空               | 3架      | -3架   | 附带条件性订单 |
| 2014年6月30日  | CRJ900  | 華夏航空               | 16架     | 8架    |                |
| 2014年11月     | CRJ900  | 華夏航空               | 16架     | 16架   |                |
| 2015年12月     | CRJ900  | 華夏航空               | 10架     | 10架   |                |

## 性能参数
| 机种                   | CRJ700                                                | CRJ705                                                                             | CRJ900                                                                             | CRJ1000                                                                                  |
| ---------------------- | ----------------------------------------------------- | ---------------------------------------------------------------------------------- | ---------------------------------------------------------------------------------- | ---------------------------------------------------------------------------------------- |
| 机组人数               | 2名                                                   | 2名                                                                                | 2名                                                                                | 2名                                                                                      |
| 座位数                 | 78（1級最大） 70（1級典型） 66（2級典型）             | 86（1級最大） 82（1級典型） 75（2級典型）                                          | 90（1級最大） 88（1級典型） 79（2級典型）                                          | 104（1級最大） 100（1級典型） 93（2級典型）                                              |
| 長度                   | 32.51公尺（106 呎8吋）                                | 36.40公尺（119 呎4吋）                                                             | 36.40公尺（119 呎4吋）                                                             | 39.13公尺（128 呎4.7吋）                                                                 |
| 翼展                   | 23.24公尺（76 呎3吋）                                 | 24.85公尺（81 呎6吋）                                                              | 24.85公尺（81 呎6吋）                                                              | 26.18公尺（85 呎10.6吋）                                                                 |
| 高度                   | 7.57公尺（24 呎10吋）                                 | 7.51公尺（24 呎7吋）                                                               | 7.51公尺（24 呎7吋）                                                               | 7.50公尺（24 呎6吋）                                                                     |
| 機翼面積               | 70.61平方公尺（760 平方英呎）                         | 70.61平方公尺（760 平方英呎）                                                      | 70.61平方公尺（760 平方英呎）                                                      | 77.4平方公尺（833 平方英呎）                                                             |
| 机身最大直径           | 2.7公尺（8 呎10吋）                                   | 2.7公尺（8 呎10吋）                                                                | 2.7公尺（8 呎10吋）                                                                | 2.7公尺（8 呎10吋）                                                                      |
| 最大客舱宽度           | 2.57公尺（8 呎5吋）                                   | 2.57公尺（8 呎5吋）                                                                | 2.57公尺（8 呎5吋）                                                                | 2.57公尺（8 呎5吋）                                                                      |
| 座舱高度               | 1.89公尺（6 呎2吋）                                   | 1.89公尺（6 呎2吋）                                                                | 1.89公尺（6 呎2吋）                                                                | 1.89公尺（6 呎2吋）                                                                      |
| 工作空重               | 19,731公斤                                            | 21,433公斤                                                                         | 21,433公斤                                                                         | 23,179公斤                                                                               |
| 最大零燃油重量（MZFW） | 28,259 公斤（62,300 磅）                              | 31,751 公斤（70,000 磅） LR: 32,024 公斤（70,600 磅）                              | 31,751 公斤（70,000 磅） LR: 32,024 公斤（70,600 磅）                              | 35,154 公斤（77,500 磅）                                                                 |
| 最大起飞重量（MTOW）   | 32,999 公斤（72,750 磅） ER: 34,019 公斤（75,000 磅） | 36,504 公斤（80,500 磅） ER: 37,421 公斤（82,500 磅） LR: 38,330 公斤（84,500 磅） | 36,504 公斤（80,500 磅） ER: 37,421 公斤（82,500 磅） LR: 38,330 公斤（84,500 磅） | EuroLite: 38,995 公斤（85,968 磅） 40,824 公斤（90,000 磅） ER: 41,640 公斤（91,800 磅） |
| 最大有效载荷重量       | 8,527 公斤（18,800 磅）                               | 10,319 公斤（22,750 磅） LR: 10,591 公斤（23,350 磅）                              | 10,319 公斤（22,750 磅） LR: 10,591 公斤（23,350 磅）                              | 11,975 公斤（26,400 磅）                                                                 |
| 货舱体积               | 15.5立方公尺                                          | 16.8立方公尺                                                                       | 16.8立方公尺                                                                       | 19.4立方公尺                                                                             |
| 最大起飞重量下起飞距离 | 1,564公尺 ER: 1,676公尺                               | 1,778公尺 ER: 1,861公尺 LR: 1,944公尺                                              | 1,778公尺 ER: 1,861公尺 LR: 1,944公尺                                              | EuroLite: 1,822公尺 1,996公尺 ER: 2,079公尺                                              |
| 实用升限               | 12,497公尺(41,000 英尺）                              | 12,497公尺(41,000 英尺）                                                           | 12,497公尺(41,000 英尺）                                                           | 12,497公尺(41,000 英尺）                                                                 |
| 基本巡航速度           | 0.78馬赫（829 公里/小時，515 英里/小時）              | 0.78馬赫（829 公里/小時，515 英里/小時）                                           | 0.80馬赫（850 公里/小時，528 英里/小時）                                           | 0.78馬赫（827 公里/小時，515 英里/小時）                                                 |
| 最大巡航速度           | 0.85馬赫（876 公里/小時，544 英里/小時）              | 0.83馬赫（885 公里/小時，559 英里/小時）                                           | 0.83馬赫（881 公里/小時，547 英里/小時）                                           | 0.82馬赫（870 公里/小時，541 英里/小時）                                                 |
| 最大航程               | 1,218海里 ER: 1,504海里                               | 1,719海里 ER: 1,963海里 LR: 1,999海里                                              | 1,048海里 ER: 1,283海里 LR: 1,515海里                                              | EuroLite: 971海里 1,425海里 ER: 1,622海里                                                |
| 最大载油量             | 8,887公斤                                             | 8,887公斤                                                                          | 8,887公斤                                                                          | 8,887公斤                                                                                |
| 引擎（2x）             | 通用电气CF34-8C5B1发动机                              | 通用电气CF34-8C5发动机                                                             | 通用电气CF34-8C5发动机                                                             | 通用电气CF34-8C5A1发动机                                                                 |
| 起飞推力（2x）         | 56.4 千牛（12,670 磅）                                | 58.4 千牛（13,123 磅）                                                             | 59.4 千牛（13,360 磅）                                                             | 60.6 千牛（13,630 磅）                                                                   |
| APR推力（2x）          | 61.3 千牛（13,790 磅）                                | 63.4 千牛（14,255 磅）                                                             | 64.5 千牛（14,510 磅）                                                             | 64.5 千牛（14,510 磅）                                                                   |

数据来源：CRJ700，CRJ705，CRJ900，CRJ1000
- 注：達美航空下属的CRJ900飞机座舱设计为头等舱/经济舱设计，可载76名乘客和4名机组人员。[47]

## 事故與空難

### 致命事故
- 2025年1月29日：美鷹航空5342號班機空難

### 全機損毀意外
- 2025年2月17日：達美連接航空4819號班機事故

### 其他意外
- 2018年5月1日：達美連接航空3413號班機事故
- 2024年10月10日：達美連接航空5526號班機事故

## 参见

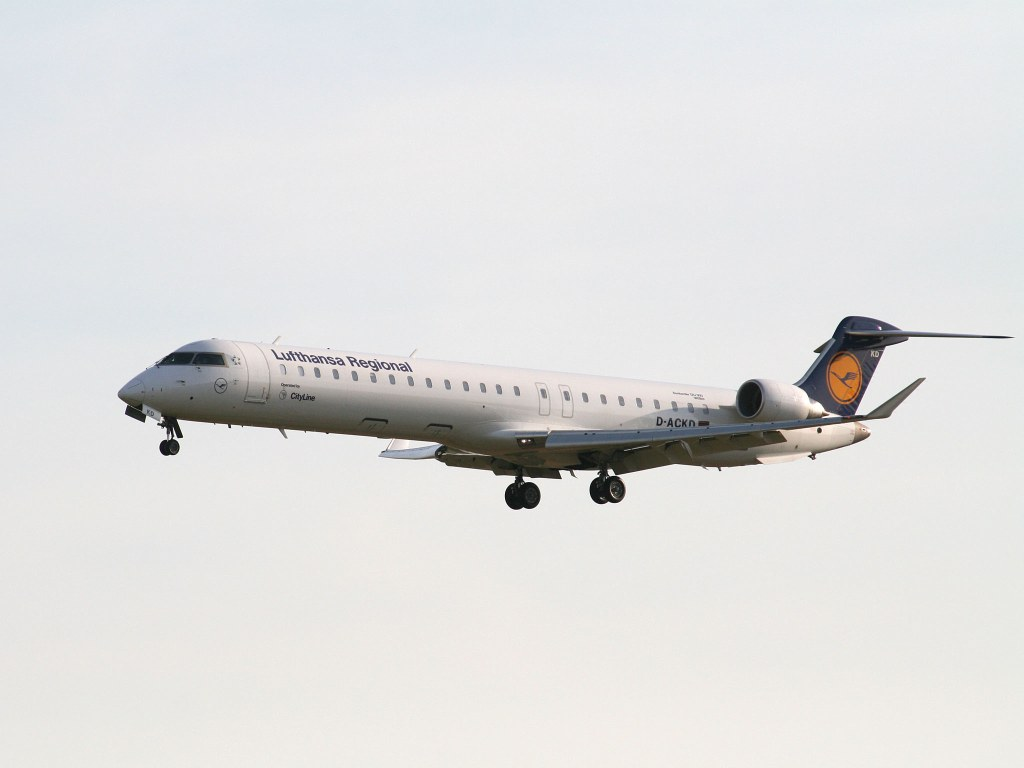
汉莎城际航空的CRJ900

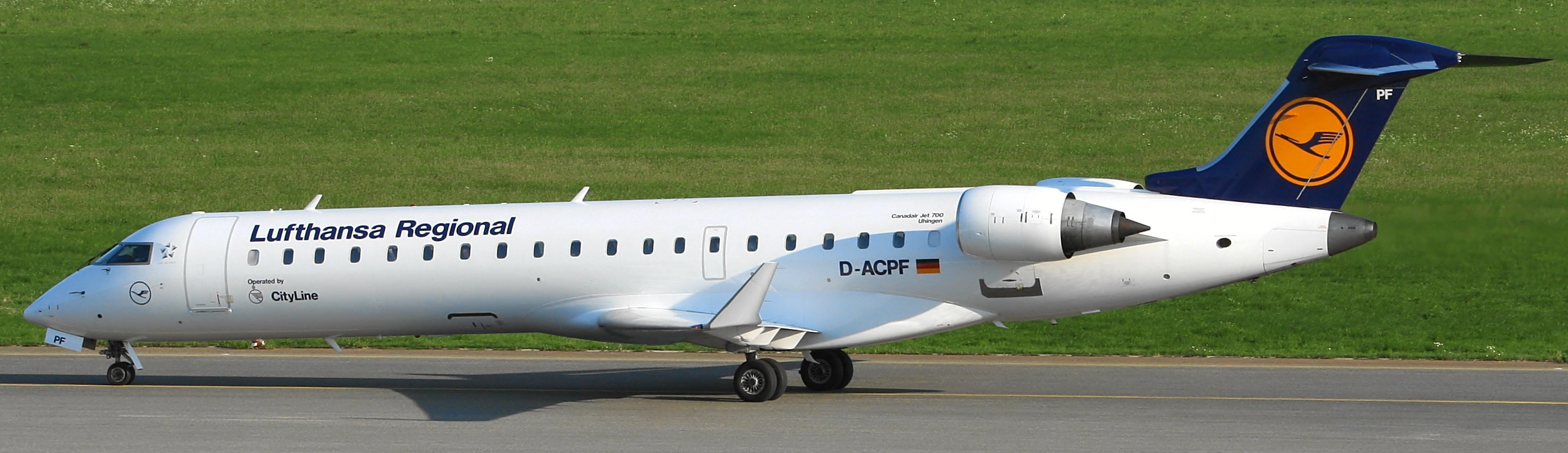
汉莎城际航空的CRJ700